# Kvassia
Kvassia (Quassia amara) är en bittervedsväxtart som beskrevs av Carl von Linné. Quassia amara ingår i släktet Quassia och familjen bittervedsväxter. Inga underarter finns listade i Catalogue of Life. Denna buske är hemmahörande i norra Sydamerika och Mellanamerika. Veden innehåller det beska ämnet kvassin som länge använts som läkemedel.
Ämnet bildar i rent tillstånd färglösa, i vatten och alkohol lösliga kristaller. 

## Användning
Kvassia, som är ett bitterämne, har traditionellt fått medicinsk användning, då lavemang med tillsats med kvassia dödar den i ändtarmen levande springmasken. Kvassia har även använts som insektsbekämpningsmedel, särskilt bladlöss.
Idag används kvassia inom alternativmedicinen som medel för ökad salivutsöndring, malariamedel, mjältstimulans samt för hämmande av parasiter, amöba och springmask.
Namnet kvassiaved används för ved av den närstående västindiska arten Picrasma excelsum, som är billigare. Ibland kallas även produkter av denna art bara för kvassia.

## Etymologi
Uppkallad efter surinamesen och slaven Graman Quassi (1692-1787). Denne upptäckte växtens läkekraft och en svensk i Surinam skickade bitar till Linné, som 1761 gav trädet namnet Quassia amara.